# Vangueria pygmaea
Vangueria pygmaea är en måreväxtart som beskrevs av Rudolf Schlechter. Vangueria pygmaea ingår i släktet Vangueria och familjen måreväxter. Inga underarter finns listade i Catalogue of Life.